# Arebica
Arebica (عَرَبٖىڄا) var en variant av de arabiska alfabetet som användes av bosniaker för att skriva på bosniska. Den användes huvudsakligen mellan 1400 och 1800-talen. Under 1900-talet försökte några personer få arebica att accepteras som en tredje alfabetisk skrift tillsammans med latinska och kyrilliska skriften, men de misslyckades och arebica förbjöds officiellt. Den sista boken trycktes 1941. 
| Arebica | آ | ب | ڄ  | چ | ݘ | د | ج  | ڠ | ئه | ف  |
| Latin   | a | b | c  | č | ć | d | dž | đ | e  | f  |
|         |   |   |    |   |   |   |    |   |    |    |
| Arebica | غ | ح | اٖى | ي | ق | ل | ڵ  | م | ن  | ںٛ  |
| Latin   | g | h | i  | j | k | l | lj | m | n  | nj |
|         |   |   |    |   |   |   |    |   |    |    |
| Arebica | ۉ | پ | ر  | س | ش | ت | ۆ  | و | ز  | ژ  |
| Latin   | o | p | r  | s | š | t | u  | v | z  | ž  |

Exempel:
مۉلٖىمۉ سه ته‌بٖى بۉژه = Molimo se tebi, Bože (Vi ber till dig, vår gud)